# Franz Grothe
Franz Grothe   (Berlín, 17 de setembre de 1908 - Colònia, 12 de setembre de 1982) va ser un compositor i director d'orquestra alemany. Va compondre nombroses cançons i bandes sonores per a pel·lícules.

## Biografia
El seu pare era pianista, la seva mare cantant. Als cinc anys va rebre classes de violí i l'any següent va aprendre el piano. Als deu anys, va començar a compondre. El seu talent musical li va valer una beca a la Universitat de les Arts de Berlín. El 1926 es va convertir en pianista i arranjador de l'orquestra de Dajos Béla. Als anys vint, va guanyar fama amb les seves composicions per al tenor Richard Tauber. El 1929 va escriure la seva primera banda sonora per a la pel·lícula Die Nacht gehört uns. Va crear la seva pròpia editorial, que va abandonar amb l'emigració del seu soci comercial d'origen jueu quan van arribar els nazis el 1933. Es va registrar el maig de 1933 com a membre del NSDAP.
Grothe viatja a Viena on pren contacte amb el director Willi Forst i l'actriu Marta Eggerth. El 1936 es va traslladar a Hollywood però ràpidament va tornar a Viena. El 1938 es va casar amb l'actriu i cantant noruega Kirsten Heiberg; es van separar als anys 50. Durant la Segona Guerra Mundial, va compondre per a pel·lícules. El 1942 es va convertir en diputat de la Cambra de música del Reich, dirigeix opereta i "música lleugera" al "Großdeutscher Rundfunk" i director artístic de la "German Dance and Entertainment Orchestra". Després de la guerra, va escapar de la desnazificació i va intervenir en clubs musicals nord-americans de Baviera. Als anys 50, va compondre la música de pel·lícules de Kurt Hoffmann, Curt Goetz o Ruth Leuwerik. El 1956 va escriure l'instrumental per a trompeta de Mitternachts-Blues, per a la pel·lícula Immer wenn der Tag beginnt, que va ser el seu major èxit amb vendes en milions.
El 1965 va treballar per a la televisió. Escriu melodies especials per a emissions, al voltant de 400, per a Rudolf Schock, Erika Köth, Renate Holm, Ernst Hilbich, Willy Hofmann. Entre el 1929 i el 1969, Franz Grothe va escriure la música per a aproximadament 170 pel·lícules, 71 de les quals abans del 1945. La seva música va des de la música clàssica vienesa i hongaresa fins al jazz. Algunes de les seves operetes s'han convertit en pel·lícules com L'Auberge du Spessart. El 1972 es va convertir en president del consell supervisor de GEMA.
El 10 de setembre de 1982 es va ensorrar durant un concert a Colònia i va morir dos dies després per una insuficiència cardíaca. Està enterrat al cementiri de Bad Wiessee.

## Honors
- 1980: Comandant de l'Orde del Mèrit de la República Federal d'Alemanya